# Lysmata acicula
Lysmata acicula är en kräftdjursart som först beskrevs av M. J. Rathbun 1906.  Lysmata acicula ingår i släktet Lysmata och familjen Hippolytidae. Inga underarter finns listade i Catalogue of Life.